# Ligne 15 - Mascouche
Pour les articles homonymes, voir Ligne 15.
La ligne Mascouche (ou ligne 15) est une ligne du réseau de train de banlieue de Montréal desservant l'est de l'île de Montréal et les villes de Repentigny, Terrebonne et Mascouche. La ligne est exploitée par Exo depuis le 1er juin 2017, mais est en fonction depuis le 1er décembre 2014 où elle a été inaugurée par la prédécesseure d'Exo, l'Agence métropolitaine de transport (AMT). 
La ligne est connue comme étant la ligne Exo 5 de 2018 au 31 juillet 2023, date à laquelle la numérotation des lignes de train de banlieue de la région métropolitaine est revue, en raison de la mise en service du Réseau express métropolitain.

## Description
D'une longueur d'environ 52 kilomètres, la ligne effectue un trajet ouest-est, reliant le centre-ville de Montréal à Mascouche. Elle dessert en tout 13 gares.
Son terminus ouest est la Gare centrale de Montréal. Les trains empruntent ensuite le Tunnel sous le mont Royal et utilise les mêmes voies que la ligne Deux-Montagnes pendant encore deux stations vers le nord. La ligne bifurque ensuite vers l'est en empruntant une voie du Canadien National en desservant différents arrondissements de Montréal sur 7 stations. Elle traverse ensuite la rivière des Prairies à Pointe-aux-Trembles. Elle dessert finalement les villes de Repentigny, Terrebonne et Mascouche. Le trajet complet dure 65 minutes.

## Histoire

### Origine (1945-1985)
Dans les années 40, le Canadien National, alors propriétaire de la ligne Deux-Montagnes à l'époque inaugure une branche desservant Ahuntsic et Montréal-Nord.
En 1961, on présente le plan d'aménagement du métro de Montréal qui incluait la ligne 3 (à l'origine la ligne C). Cette ligne devait être en surface en empruntant les voies du CN pour desservir ses deux antennes donc Cartierville et Sault-au-Récollet. En 1963, la ville ajoute deux nouvelles stations sur la ligne 2 (Henri-Bourassa et Sauvé) qui mettront la branche de Sault-au-Récollet en concurrence. Au même moment, les négociations avec les maires de Outremont, Saint-Laurent et Mont-Royal sont mauvaises car ils refusent de céder le pouvoir à Montréal, également, ceci entraîne l'amputation de la branche de Sault-au-Récollet. Après avoir proposé de prolonger la ligne vers Laval-des-Rapides, elle sera finalement rejetée.
En 1968, le CN ferme sa branche face à la concurrence du métro.
Avec la venue de l'aéroport international Montréal-Mirabel dans les années 70, le gouvernement du Québec propose en 1974 le TRRAMM, un train express liant la gare centrale jusqu'à l'aéroport situé à Mirabel en empruntant l'ancienne branche du CN. Celui-ci est à son tour rejeté en 1977 faute de financement.
En 1979, le ministre des transports propose la ligne 6 surnommé le Métro Régional, une ligne à système léger sur rail de 23,3 kilomètre et de 11 stations de la station Du Collège à Pointe-aux-Trembles. La CTCUM et le Bureau de Transport métropolitain (BTM) s'opposent au projet vers 1983 et présente la ligne 7 et des lignes de métro léger donc la ligne 8, 10 & 11. Le projet est rejeté en 1985 au profit de la ligne 5.

### Projet récent (2006-2013)
La ligne fut annoncée lors d'une conférence de presse le 17 mars 2006 à la suite d'une grande campagne des résidents de Repentigny souhaitant l'obtention d'un train de banlieue desservant leur région.
Au départ, le projet initial est estimé à 300 millions CAD et devait inclure 14 arrêts (11 nouvelles gares, trois déjà existantes). On prévoit alors l'ouverture de la ligne pour 2008.

#### Explosion des coûts et retards
Le 14 mai 2007, l’Agence métropolitaine de transport (AMT) s'est joint à la New Jersey Transit (NJT) pour un appel de propositions conjoint afin d’acquérir des locomotives bi-modes (électrique et diesel) dont cinq serviront au futur train de l’Est. Ces motrices sont nécessaires à la ligne puisqu'elle doit passer sur une ligne non électrifiée sur la plus grande partie de son trajet mais rejoindre celle qui passe dans le tunnel sous le mont Royal près de la station du même nom. Le passage dans ce tunnel interdit l'usage de locomotives diesel et est donc électrifié. L’appel de propositions, géré par la NJT, vise à atteindre d’importantes économies d’échelle pour les deux partenaires dans l’acquisition de ces locomotives.
Le 18 décembre 2007, le gouvernement du Québec annonce un investissement de 386 millions de dollars auprès de Bombardier Transport pour l'octroi de 160 nouvelles voitures afin de moderniser le matériel roulant ainsi qu'accroitre la capacité d'embarquement des trains de banlieue de l'AMT. De ces 160 voitures, 32 iront à la nouvelle ligne. L’AMT profite de cette conférence de presse pour annoncer un scénario possible d’ouverture partielle de la ligne Mascouche dès 2009.
Le 15 février 2010, le gouvernement autorise finalement l'AMT à aller de l'avant avec le projet. Sa mise en service, alors prévue pour 2010, est toutefois reportée à 2012.
Le 11 août 2011, le quotidien La Presse dévoile que les coûts estimés du projet sont passés de 478 millions de dollars à l'automne 2010 à quelque 665 millions en janvier 2011. Face à une telle augmentation des coûts, le Conseil du Trésor du Québec ordonne une révision du plan d'affaire du projet. Cet examen du projet eu pour conséquence de retarder d'une année supplémentaire l'inauguration de la ligne (fin 2013).

### Ouverture et exploitation (2014-présent)
Finalement, la ligne ouvre le 1er décembre 2014 au coût de 671,4 M$, soit environ 5 ans plus tard que prévu et au moins 300 M$ plus cher que ce qui était estimé au départ. Finalement, la ligne sera amputée d'une gare à Charlemagne et il faudra attendre 2015 pour l'inauguration des gares Sauvé et Pointe-aux-Trembles.

#### Futur
Des doutes subsistent à moyen terme sur l'exploitation, l'achalandage et le maintien d'un accès direct de la ligne à la Gare centrale depuis l'annonce du projet du Réseau express métropolitain de la Caisse de dépôt et de placement du Québec qui prévoit occuper tout le tunnel du Mont Royal. 
Au printemps 2018, le service commence à diminuer sur la ligne Deux-Montagnes autant que celle de Mascouche et jusqu'en 2020, année ou le tracé de la ligne a été modifié, les gares Canora et Mont-Royal, puis le tunnel du mont Royal ayant étant mis hors service jusqu'à la mise en service du REM.   
Vers fin 2025, soit l'inauguration prévue du tronçon Gare Centrale à Du Ruisseau du REM, la ligne de train de banlieue bénéficiera d'un nouveau terminus à la gare de Côte-de-Liesse. Cette gare sera située entre les gares Montpellier et Mont-Royal, et possédera 4 voies dont une pour la ligne Mascouche et 3 pour le REM. La troisième voie du REM serait une voie auxiliaire afin de faciliter rapidement les correspondances des trains de banlieue avec le tronçon principal du REM reliant le centre-ville. Un moyen alternatif jugé controversé par les maires de la rive-nord.

## Gares
| Zone | Gare                        | Ville      | Correspondance(s)                                                                                      |
| ---- | --------------------------- | ---------- | --- |
|      |                             |            | |
| A    | Gare Centrale               | Montréal   | Station Bonaventure Gare Centrale STM - 35, 50, 61, 150, 410, 420, 427, 430, 747 Terminus Centre-ville |
| A    | Canora (jusqu'en 2020)      | Montréal   | |
| A    | Mont-Royal (jusqu'en 2020)  |            | |
| A    | Ahuntsic                    | Montréal   | STM - 121, 179                                                                                         |
| A    | Sauvé                       | Montréal   | Station Sauvé STM - 31, 41, 121, 140, 180, 440                                                         |
| A    | Saint-Michel–Montréal-Nord  | Montréal   | Autobus : STM - 39, 41, 139, 439, 440                                                                  |
| A    | Saint-Léonard–Montréal-Nord | Montréal   | Autobus : STM - 32, 33, 39, 136, 432                                                                   |
| A    | Anjou                       | Montréal   | Autobus : STM - 40                                                                                     |
| A    | Rivière-des-Prairies        | Montréal   | Autobus : STM - 48, 49, 183                                                                            |
| A    | Pointe-aux-Trembles         | Montréal   | Autobus : STM - 86, 186, 430, 486 Exo L'Assomption                                                     |
| C    | Repentigny                  | Repentigny | Autobus : Exo L'Assomption                                                                             |
| C    | Terrebonne                  | Terrebonne | Autobus : Exo Terrebonne-Mascouche                                                                     |
| C    | Mascouche                   | Mascouche  | Autobus : Exo Terrebonne-Mascouche                                                                     |